# Frederik Ndoci

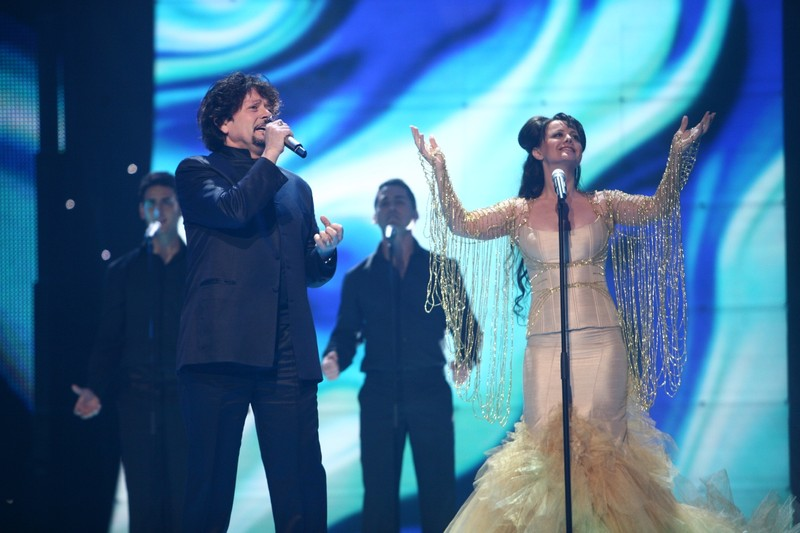
Ndoci op het Eurovisiesongfestival van 2007

Frederik Ndoci (Shkodër, 9 februari 1960) is een Albanees zanger.
In 1989 won hij de 28ste editie van het Festivali i këngës, een Albanees muziekfestival, met het lied Toka e diellit. In 2006 won hij opnieuw, dit keer aan de zijde van zijn vrouw Aida met het lied Balada e Gurrit. Sinds 2003 is het festival een voorronde van het Eurovisiesongfestival en Frederik en Aida vertegenwoordigden Albanië dan ook op het Eurovisiesongfestival 2007 in Helsinki. Daar strandden zij in de halve finale op de 17e plaats.